# Thomas Harrison (Architekt)

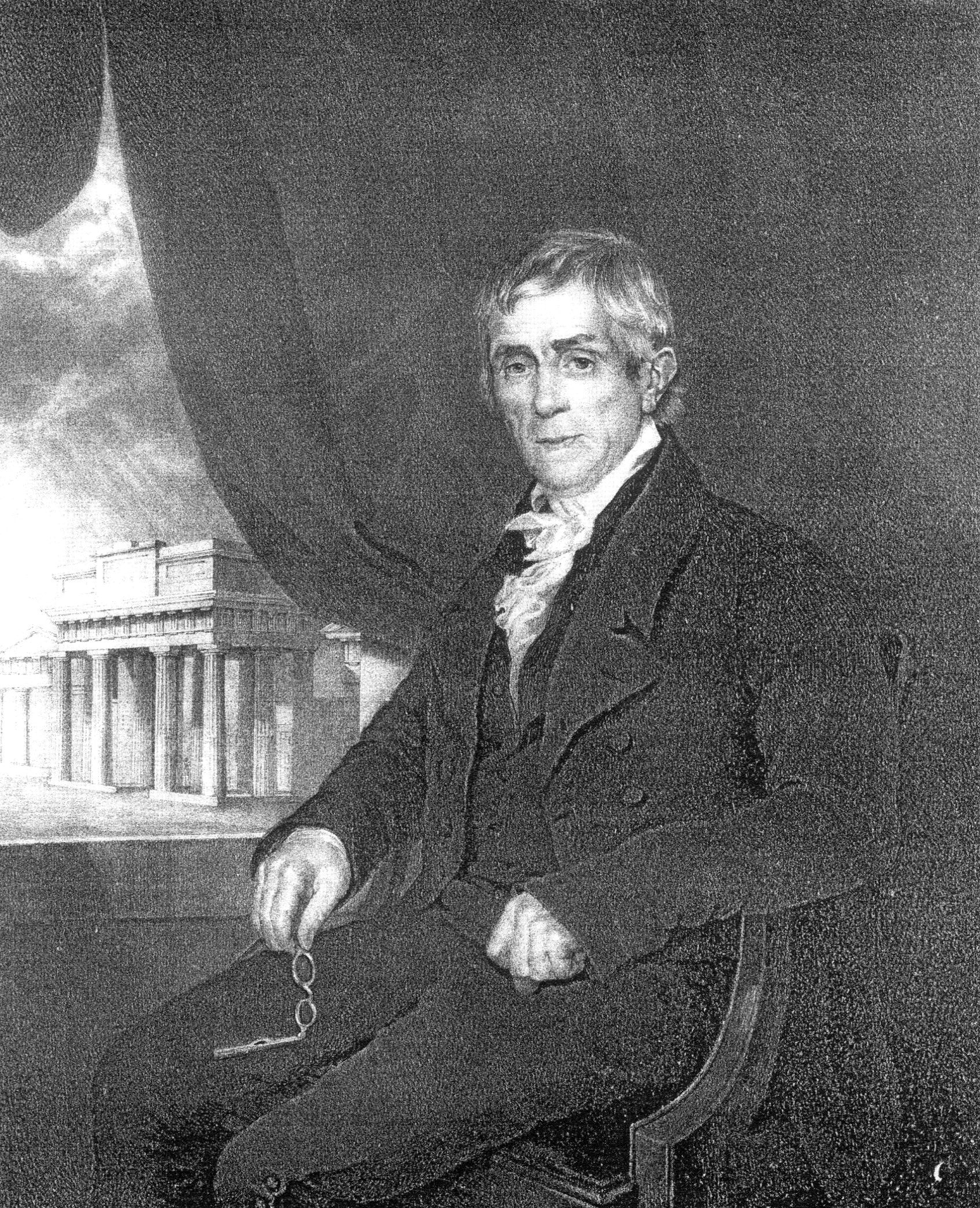
Porträt von H. Wyatt, 1820

Thomas Harrison (* 7. August (getauft) 1744 in Richmond, North Yorkshire, Königreich Großbritannien; † 29. März 1829 in Chester, Cheshire, Vereinigtes Königreich) war ein englischer Architekt und Ingenieur. Er baute eine Reihe von Brücken, darunter die Grosvenor Bridge in Chester. Zu seinen Arbeiten gehören auch Umbauten der Schlösser in Chester und Lancaster. Seine Bauwerke sind zum größten Teil der klassizistischen Architektur zuzurechnen.

## Kindheit, Jugend und Ausbildung
Harrison war der Sohn seines gleichnamigen Vaters, eines Zimmermanns und seiner Mutter Anne, geborene Brittel. Er wurde am 7. August 1744 in Richmond getauft. Details aus seiner Kindheit sind nicht bekannt. 1769 schickte ihn Sir Lawrence Dundas of Aske ihn und den Landschaftsmaler George Cuitt zum Studium der dortigen antiken Bauwerke nach Rom. Im Jahr 1770 legte Harrison Papst Clemens XIV. einen Entwurf für den Umbau des vatikanischen Cortile del Belvedere in ein Museum vor, und 1773 nahm er an einem von der Accademia di San Luca organisierten Wettbewerb zur Neuplanung der Piazza del Popolo teil. Dieser Entwurf wurde zwar später, 1777, in der Royal Academy of Arts ausgestellt, doch war Harrison damit in Rom nicht erfolgreich. Der Papst beauftragte ihn jedoch mit dem Umbau der Sakristei des Petersdomes, doch bevor die Arbeiten begannen, verstarb der Papst.

## Weitere Karriere

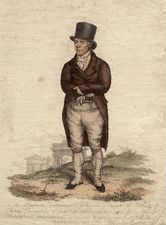
Darstellung von A. R. Butt (1824)

Harrison kehrte nach in seine Heimat Richmond zurück, zog aber 1783 nach Lancaster in Lancashire, wo er den Wettbewerb zum Bau der Skerton Bridge über den River Lune gewonnen hatte. Diese Brücke hatte elliptische Bögen und eine flache Fahrbahn, eine Weise des Brückenbaus, den man zuvor in England nicht angetroffen hat. In der Folgezeit erhielt er die Aufträge zum Bau der St Mary’s Bridge in Derby und der Stramongate Bridge in Kendal. 1815 wurde er zum Landvermesser Cheshires bestellt, nachdem er in den davor liegenden 15 Jahren in dieser Grafschaft zahlreiche Brücken errichtet hat. Zu seinen größten Projekten in Cheshire gehört die Grosvenor Bridge, die in Chester den River Dee überquert und zum Zeitpunkt ihrer Erbauung mit rund 60 Metern die am weitesten durch einen einzelnen Bogen gespannte Brücke der Welt war. 1786 gewann Harrison einen Wettbewerb zum Umbau von Chester Castle in ein klassizistisches Bauwerk. Dieses Projekt dauerte bis zu seiner Fertigstellung mehr als 30 Jahre und schloss Arbeiten am Anfängnis, den Höfen, den Grafschaftsbüros und der Shire Hall, dem Zeughaus und der Kaserne sowie den Bau des Propylons ein. Während der Bauzeit zog Harrison 1795 nach Chester. Das zwischen 1808 und 1810 dort entstandene Northgate gehört ebenfalls zu seinen Werken. Zwischen 1818 und 1821 war er an der Erneuerung von Teilen der Chester Cathedral beteiligt.
1784 entwarf Harrison die Kuppeln für die St John’s Church in Lancaster und für das Rathaus der Stadt. Involviert war Harrison auch in die Renovierung von Lancaster Castle, unter anderem an der Shire Hall, dem Grand Jury Room, dem Crown Court, Governor’s House, Barristers’ Library und dem Robing Room sowie Teilen des Gefängnisses, dem Großteil der äußeren Mauern und den Bau eines zusätzlichen runden Turms. Zu später von Harrison geplanten Bauwerken im klassizistischen Stil gehören der frühere Herrenclub The Lyceum in Liverpool und die Portico Library in Manchester.
Harrison baute auch Wohnhäuser, allerdings in einem geringeren Umfang. Zu diesen Arbeiten gehörten Allerton Manor in Allerton bei Liverpool, das er 1810 für den Reeder Jacob Fletcher entwarf. Dieses imposante Gebäude stand auf einem 30 Hektar großen Grundstück und brannte nieder, kurz nachdem die Bauarbeiten beendet waren. Es wurde 1815 mit einigen Änderungen wieder aufgebaut. Auch die Hawkstone Citadel in Shropshire, das 1967 abgerissene Kennet House und sein eigenes Wohnhaus St Martin’s Lodge zählen zu den von ihm geplanten Wohnhäusern. Der größte von ihm gebaute Herrensitz war Broomhall in Fife, den er 1796–1799 im Auftrag von Thomas Bruce, 7. Earl of Elgin baute. In den Jahren 1812–14 war er von Peter Marsland, einem in der Region Stockport prominenten Industriellen mit dem Bau von dessen Villa Woodbank betraut.

## Privatleben

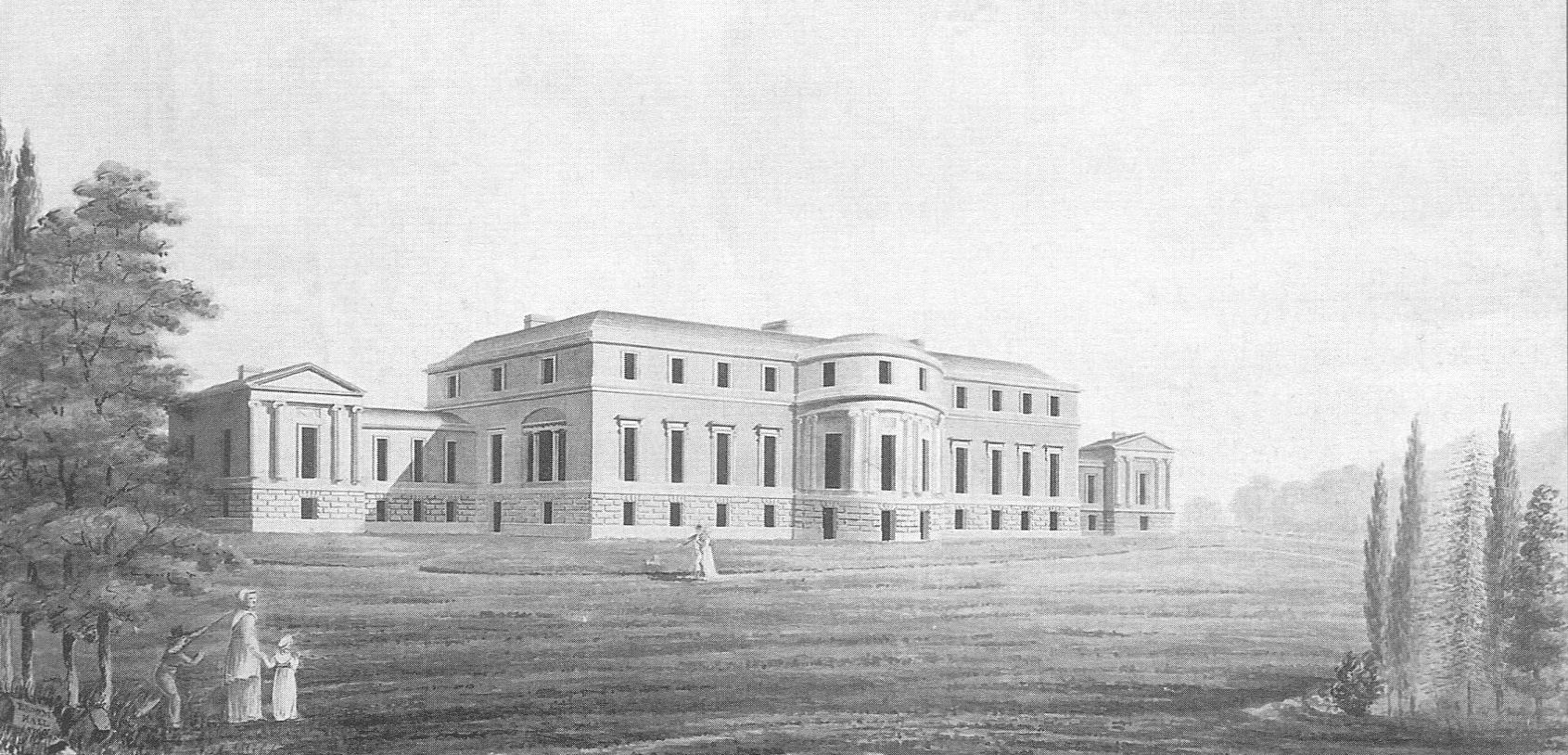
Südfassade von Broomhall, Zeichnung von Thomas Harrison (1799)

Harrison heiratete 1785 in der Lancaster Priory seine Frau Margaret, geborene Shackleton und hatte mit ihr drei Kinder. Der Sohn John starb 1802 im Alter von 13 Jahren, seine Ehefrau und die beiden Töchter überlebten Harrison. Dieser starb in seinem Haus in 54 Nicolas Street in Chester und wurde am 8. April auf dem Friedhof der St Bridget’s Church begraben. Im August 1984 wurden seine sterblichen Reste umgebettet auf einen Friedhof in Blacon bei Chester. Seine Hinterlassenschaft belief sich auf 6000 Pfund Sterling (nach heutiger Kaufkraft etwa 560.000 Pfund).